# Copa Invitacional FCB 2011
La Copa Invitacional FCB 2011 fue el torneo de la temporada 2011 del baloncesto en Colombia de carácter invitacional, semiprofesional, organizado por la Federación Colombiana de Baloncesto. Comenzó a disputarse el 16 de septiembre, para este torneo se ausentó Piratas de Bogotá mientras debuta Guerreros de Bogotá., también participa San Andrés Caribbean Heat ausentándose Cangrejeros de Bolívar y Pastos de Nariño.

## Datos de los clubes
| Equipo              | Ciudad      | Departamento             | Pabellón            | Aforo |
| ------------------- | ----------- | ------------------------ | ------------------- | ----- |
| Búcaros-Freskaleche | Bucaramanga | Santander                | Vicente Díaz Romero | 5.000 |
| Caribbean Heat      | San Andrés  | San Andrés y Providencia | Coliseo Ginny Bay   | 3.000 |
| Guereros            | Bogotá      | Bogotá, D. C.            | El Salitre          | 7.000 |
| Cúcuta-Norte        | Cúcuta      | Norte de Santander       | Toto Hernández      | 5.000 |
| Indervalle          | Cali        | Valle del Cauca          | Evangelista Mora    | 3.340 |
| Orgullo Paisa       | Medellín    | Antioquia                | Iván de Bedout      | 6.000 |
| Patriotas           | Tunja       | Boyacá                   | Municipal de Tunja  | 2.500 |

## Fase regular
Durante la fase regular se enfrentaron los equipos entre sí obteniendo el paso a segunda fase los 6 primeros, sin embargo Cúcuta-Norte debió abandonar el torneo por problemas económicos.
| Pos. | Equipo        |
| ---- | ------------- |
| 1.   | Arrieros      |
| 2.   | Bucaros       |
| 3.   | Boyacá        |
| 4.   | Guerreros     |
| 5.   | Caribean Heat |
| 6.   | Indervalle    |
| 7.   | Cúcuta-Norte  |

|  | Clasificado para la Fase II. |
|  | Eliminado.                   |

## Segunda fase
El ganador de tres juegos clasificó a la final, y el mejor perdedor completaron los cuatro semifinalistas.
| Caribean Heat | - | Guerreros |

| Bucaros-Freskaleche | - | Indervalle |

| Orgullo Paisa | - | Boyacá |

## Semifinal
Se disputó la semifinal obteniendo la clasificación el ganador de 3 juegos en cinco encuentros.
| Caribbean Heat | 75 - 79 | Bucaros        |
| Caribbean Heat | 76 - 88 | Bucaros        |
| Bucaros        | -       | Caribbean Heat |

| Guerreros     | -        | Orgullo Paisa |
| Guerreros     | 107 - 77 | Orgullo Paisa |
| Orgullo Paisa | -        | Guerreros     |
| Orgullo Paisa | -        | Guerreros     |

## Final
La final se disputó en siete juegos siendo campeón el ganador de cinco encuentros.